# سيف الأمازون الحرشفي
سيف الأمازون الحرشفي (الاسم العلمي:Echinodorus scaber) هو نوع من النباتات يتبع جنس سيف الأمازون من الفصيلة المزمارية.